# Christy Hartburg
Christy Hartburg es una actriz y modelo que apareció en la película de 1975 dirigida por Russ Meyer Supervixens. Es la actriz que adorna el famoso póster de esa película. Actuó en varias giras de Bob Hope a Vietnam a finales de los años 1960 y principios de los 1970.
También actuó bajo el alias Christina Cummings en varias películas y programas de televisión.